# Greenwood (hrabstwo Taylor)
Greenwood – miasto w Stanach Zjednoczonych, w stanie Wisconsin, w hrabstwie Taylor.